# بوغاتويي
بوغاتويي (بالروسية: Богатое) هي مدينة في مقاطعة سمارا أوبلاست في روسيا.